# Kinský
Pour les articles homonymes, voir Kinsky.
Les comtes puis princes de la famille Kinský von Wchinitz und Tettau (tchèque : Kinští z Vchynic a Tetova) forment l'une des plus prestigieuses maisons de la noblesse du royaume de Bohême (composant aujourd'hui la Tchéquie).

## Histoire
Le premier ancêtre incontestable de cette famille est Bohuslav de Žernoseky († 1282), qui a, avec ses fils, utilisé le titre « de Vchynice ». Ils dominaient un village et une tour près de Lovosice dans le nord de la Bohême. Au début du XVIe siècle, Jan Dlask et son frère tenaient les forteresses de Vchynice et Oparno. Il semble clair aujourd'hui que les branches nobles de la famille Kinský sont des descendants de Jan Dlask, les Kinský actuels étant des descendants de son dernier fils Václav. En 1611, la famille est élevée au rang de la noblesse. En 1676, Jan Oktavián obtient le titre de comte. Les Kinský à cette époque exercent un certain nombre de fonctions de cour, entre autres, František Oldřich participe au conseil impérial. Václav Norbert Oktavián, tient également un certain nombre de fonctions à la cour et, en 1705, devient le chancelier suprême. La grande richesse de la famille est alors divisée en plusieurs lignées.

## La lignée princière

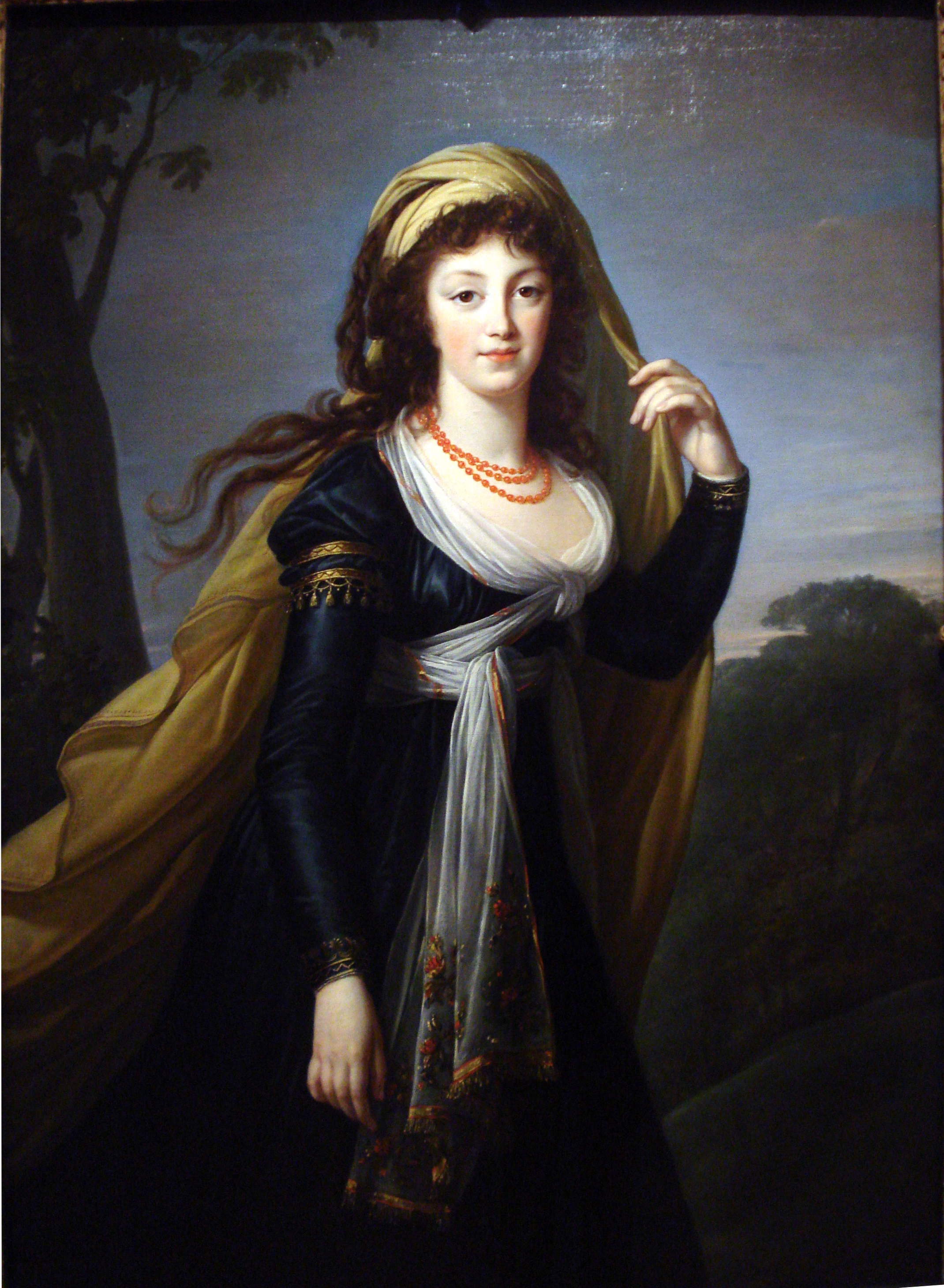
Portrait de Theresia, Comtesse Kinsky, 1793
par Élisabeth Vigée Le Brun
Norton Simon Museum, Pasadena

Le fondateur de la lignée princière Filip Josef (1700-1749) fut diplomate dans les années 1728-1735, ambassadeur d'Autriche en Angleterre, puis exerça à la cour tchèque de Vienne (1738-1745) le rôle de plus haut chancelier. Patriote tchèque, il fut l'un des pionniers des manufactures, notamment dans le verre. Il a occupé les résidences de Česká Kamenice, a acheté et reconstruit les châteaux de Zlonice (1720), Mšené (1742) et Budenice (1748). Il épousa Mare Karolína z Martinic. Jan Josef élargit les domaines de la maison et acheta Kostelec nad Ohří, Peruc, Přestavlky, Vejvanovice. Les Kinský se séparent en trois branches :
- la lignée de Choceň
- la lignée de Kostelec
- la lignée de Chlumec

Le fondateur de cette branche est le comte František Ferdinand Kinský (1678-1741), le frère aîné du fondateurs de la branche princière. Homme politiquement actif, il fut chancelier suprême et député des pays tchèques à l'Assemblée impériale.
Dans cette lignée est née Bertha von Suttner (1843-1914), une militante pacifiste qui obtint le Prix Nobel de la paix. Un autre représentant connu est Radslav Kinský (1928-2008), immunobiologue tchèque, fondateur de l'immunologie de la reproduction.

### Liste des chefs
Les chefs successifs de la branche ayant obtenu le titre de prince (fürst) sont :
1. 1747 - 1749 : Stephan Wilhelm Kinský von Wchinitz und Tettau (1679-1749), 1er prince Kinský von Wchinitz und Tettau ;
2. 1749 - 1752 : Franz Joseph Kinský von Wchinitz und Tettau (1726-1752), 2e prince Kinský von Wchinitz und Tettau, fils du précédent ;
3. 1752 - 1792 : Franz de Paula Ulrich Kinský von Wchinitz und Tettau (1726-1792), 3e prince Kinský von Wchinitz und Tettau, cousin du précédent ;
4. 1792 - 1798 : Joseph Kinský von Wchinitz und Tettau (1751-1798), 4e prince Kinský von Wchinitz und Tettau, fils du précédent ;
5. 1798 - 1812 : Ferdinand Kinský von Wchinitz und Tettau (1781-1812), 5e prince Kinský von Wchinitz und Tettau, fils du précédent ;
6. 1812 - 1836 : Rudolf Kinský von Wchinitz und Tettau (1802-1836), 6e prince Kinský von Wchinitz und Tettau, fils du précédent ;
7. 1836 - 1904 : Ferdinand Bonaventura Kinský von Wchinitz und Tettau (1834-1904), 7e prince Kinský von Wchinitz und Tettau, fils du précédent ;
8. 1904 - 1919 : Karl Kinský von Wchinitz und Tettau (1858-1919), 8e prince Kinský von Wchinitz und Tettau, fils du précédent ;
9. 1919 - 1930 : Rudolf Kinský von Wchinitz und Tettau (1859-1930), 9e prince Kinský von Wchinitz und Tettau, frère du précédent ;
10. 1930 - 1938 : Ulrich Kinský von Wchinitz und Tettau (1893-1938), 10e prince Kinský von Wchinitz und Tettau, neveu du précédent ;
11. 1938 - 2009 : Franz Ulrich Kinský von Wchinitz und Tettau (1936-2009), 11e prince Kinský von Wchinitz und Tettau, fils du précédent ;
12. depuis 2009 : Karl Kinský von Wchinitz und Tettau (1967), 12e prince Kinský von Wchinitz und Tettau, fils du précédent

## Généalogie sommaire
La famille Kinský s'est alliée à des familles prestigieuses de la noblesse allemande, hongroise, autrichienne, tchèque et à plusieurs reprises à la maison de Liechtenstein.
- Wenceslaus Kinský von Wchinitz und Tettau (1642 - 1719), épouse la comtesse Anna Franziska Martinic puis la comtesse Maria Anna Theresia de Nesselrode-Ereshoven (1670-1716)
  - Franz Ferdinand Kinský von Wchinitz und Tettau (1678-1741), épouse la comtesse Marie Therese Eleonore de Fünfkirchen (1675–1729) puis la comtesse Maria Augustina Pálffy de Erdőd (1714–1759)
    - François Joseph Kinsky (1739-1805), épouse la comtesse Maria Renata von und zu Trauttmansdorff (1741–1808)

  - Stephan Wilhelm Kinský von Wchinitz und Tettau (1679 - 1749), épouse la princesse Maria Josepha de Dietrichsstein (1694–1758)
    - Franz Joseph Kinský von Wchinitz und Tettau (1726 - 1752), épouse la comtesse Maria Leopoldine Pálffy d'Erdőd (1729)

  - Philip Kinský von Wchinitz und Tettau (1700 - 1749), épouse la comtesse Maria Carolina de Martinitz
    - Franz de Paula Ulrich Kinský von Wchinitz und Tettau (1726 - 1792), épouse la comtesse Maria Sidonie von Hohenzollern-Hechingen (1729-1815)
      - Joseph Kinský von Wchinitz und Tettau (1751 - 1798), épouse la comtesse Rosa von Harrach zu Rohrau und Thannhausen (1758-1814)
        - Ferdinand Kinský von Wchinitz und Tettau (1781 - 1812), épouse la baronne Maria Charlotte Karoline von Kerpen (1782-1841)
          - Rudolf Kinský von Wchinitz und Tettau (1802 - 1836), épouse la comtesse Wilhelmine Elisabeth de Colloredo-Mannsfeld (1804–1871)
            - Ferdinand Bonaventura Kinský von Wchinitz und Tettau (1834-1904), épouse la princesse Maria Josepha de Liechtenstein (1835–1905)
              - Wilhelmine Kinský von Wchinitz und Tettau (1857-1909), épouse le prince Franz Joseph d'Auersperg (1856-1938)
              - Karl Kinský von Wchinitz und Tettau (1858-1919), épouse la comtesse Elisabeth Wolff-Metternich zur Gracht
              - Rudolf Kinský von Wchinitz und Tettau (1859-1930), épouse la comtesse Marie Gabriele de Wilczek (1858-1938)
                - Gabriele Kinský von Wchinitz und Tettau (1883-1970), épouse le prince Erich de Tour et Taxis (1876-1952)

              - Franziska Kinský von Wchinitz und Tettau (1861-1935), épouse le prince Alfred de Montenuovo
              - Elisabeth Kinský von Wchinitz und Tettau (1865-1941), épouse le comte Johann Nepomuk von Wilczek (1861-1929)
              - Ferdinand Kinský von Wchinitz und Tettau (1866-1916), épouse la princesse Aglaë d'Auersperg (1868–1919)
                - Ulrich Kinský von Wchinitz und Tettau (1893-1938), épouse la comtesse Katalin Széchényi de Sárvár-Felsövidek (1893–1968) puis la baronne Marie von dem Bussche-Haddenhausen (1900–1974)
                  - Franz Ulrich Kinský von Wchinitz und Tettau (1936-2009), épouse Roberta Cavanagh (1942–2002) puis la comtesse Helena Hutten-Czapska (1941-2012)
                    - Karl Kinský von Wchinitz und Tettau (1967), épouse Maria de las Dolores Beccar Varela
                      - Wenzel Ferdinand (2002)

                - Rudolf Kinský von Wchinitz und Tettau (1898-1965), épouse la baronne Elisabeth Herring von Frankensdorf (1900-1983)
                  - Elisabeth Kinský von Wchinitz und Tettau (1936-2011), épouse le comte Franz Josef zu Stolberg-Stolberg (1920-1986)

                - Ferdinand Kinský von Wchinitz und Tettau (1907-1969), épouse la comtesse Henriette de Ledebur-Wicheln (1910-2002)
                  - Marie Kinsky von Wchinitz und Tettau, épouse le prince Hans-Adam II de Liechtenstein
                    - Maison de Liechtenstein

          - Joseph Kinsky von Wchinitz und Tettau (1806-1862), épouse la comtesse Maria Czernin von und zu Chudenitz (1806-1872)
            - Wilhelmine Kinsky von Wchinitz und Tettau (1838-1886), épouse le comte Bohuslav Chotek von Chotkow und Wognin (1829-1896)
              - Sophie Chotek de Chotkowa et Wognin (1868-1914)

## Les Kinský aujourd'hui
Le prince Franz Ulrich Kinský est mort en Argentine, où il résidait habituellement, le 1er avril 2009. Sa femme, la princesse Helena Kinský von Wchinitz und Tettau, née comtesse Hutten Czapska et son fils unique, Charles Kinský, sa femme Dolores et ses petits-fils étaient présents.

## Résidences

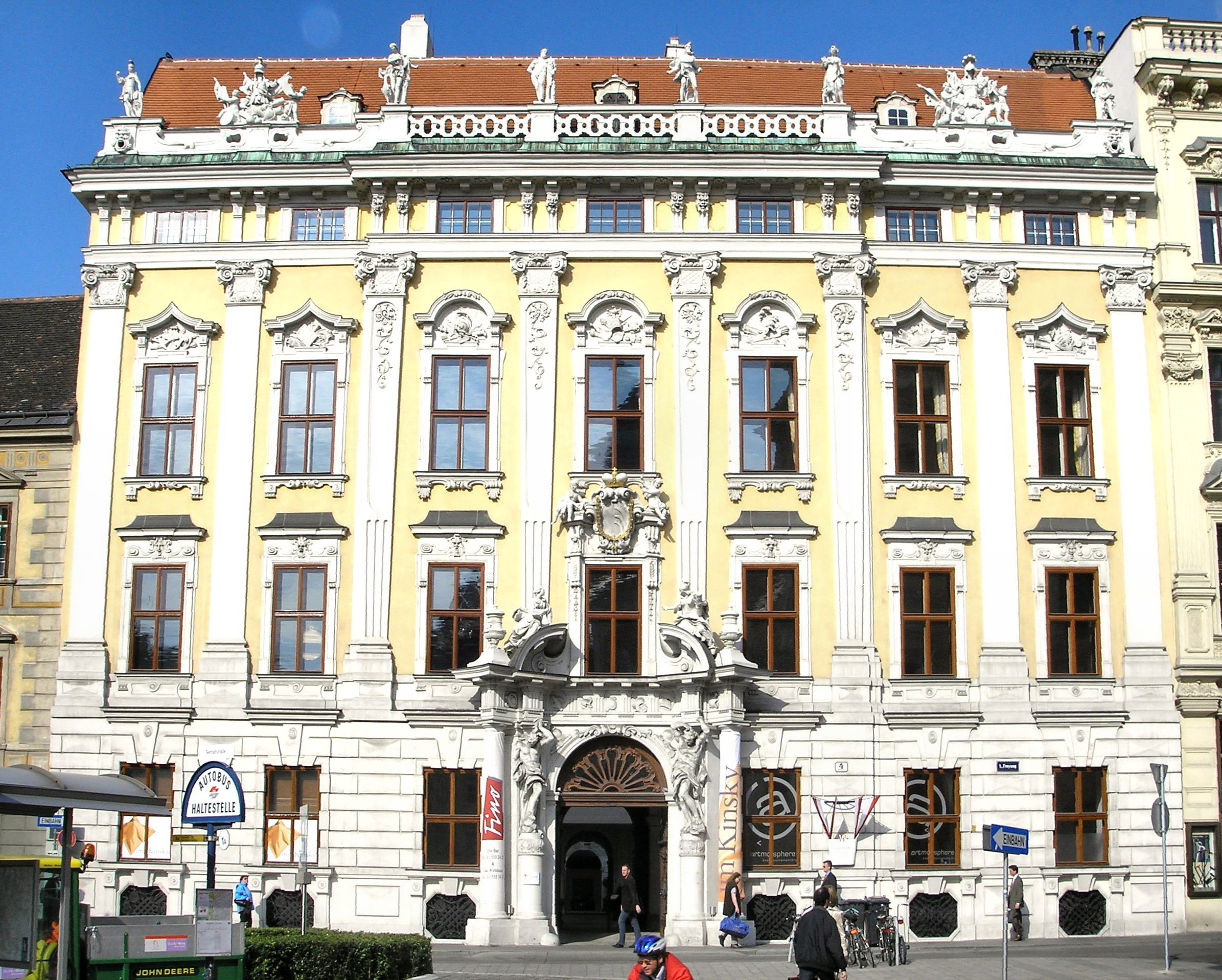
Palais Kinsky de Vienne
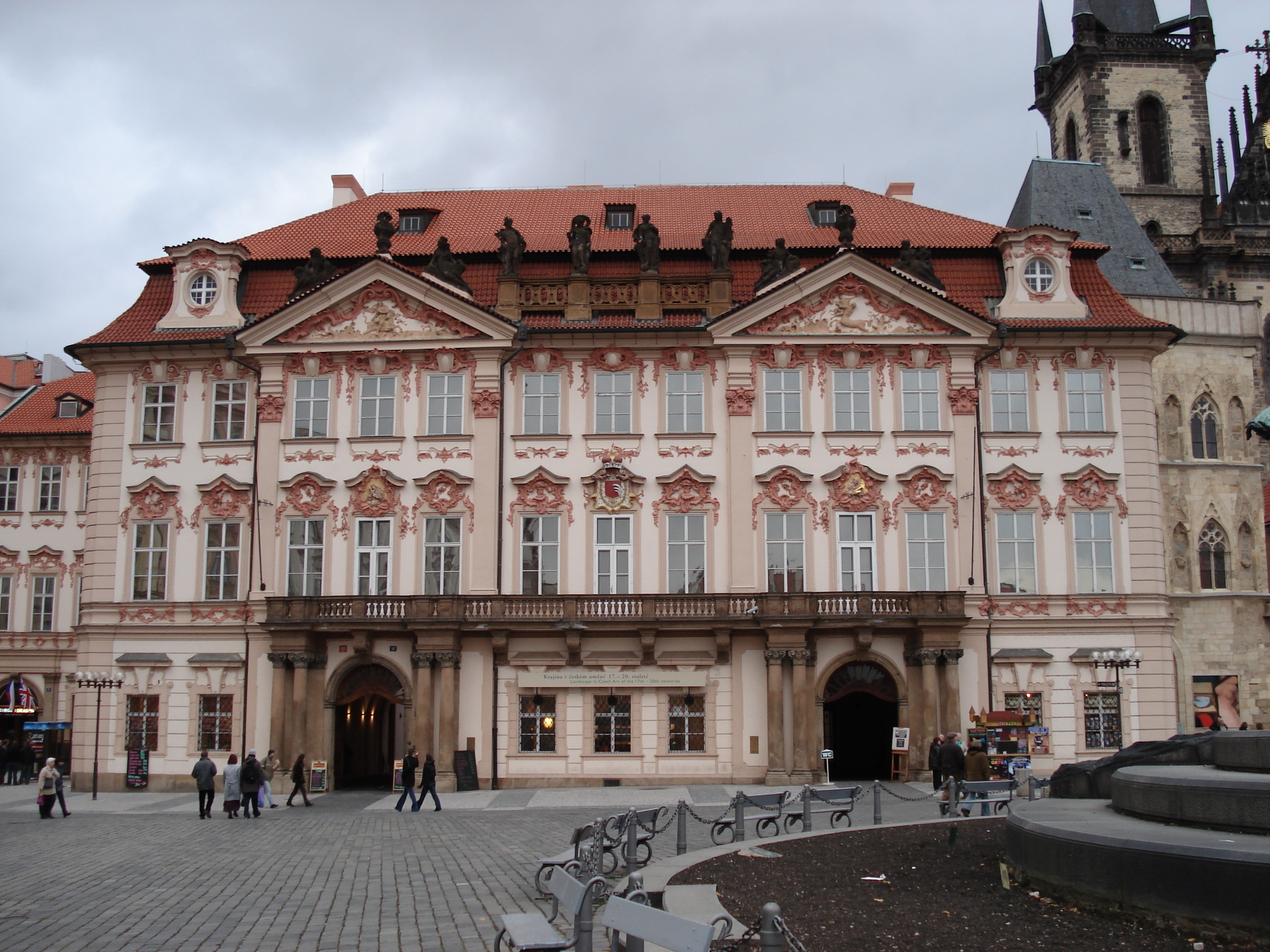
Palais Kinsky de Prague
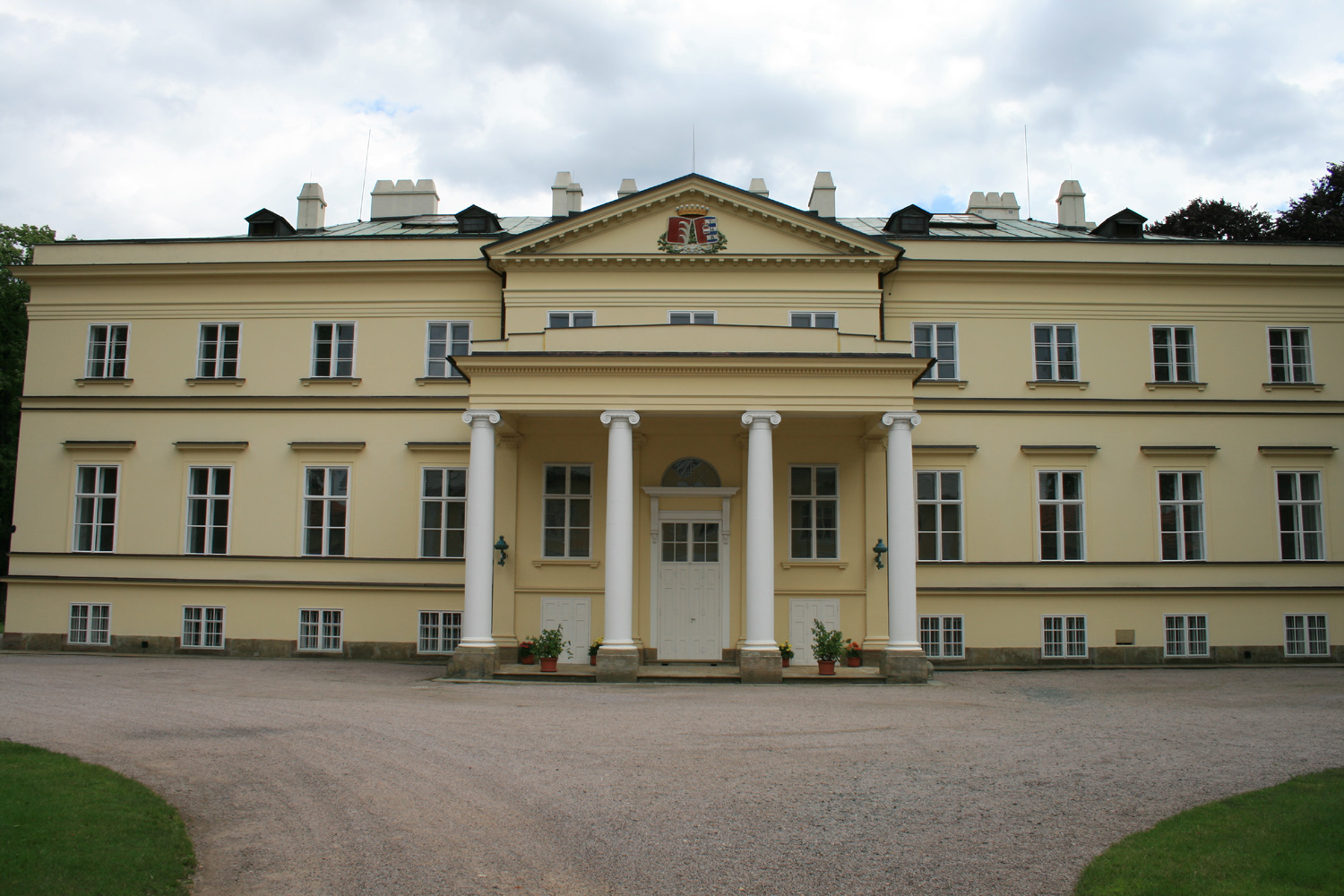
Château de Nový zámek à Kostelec nad Orlicí
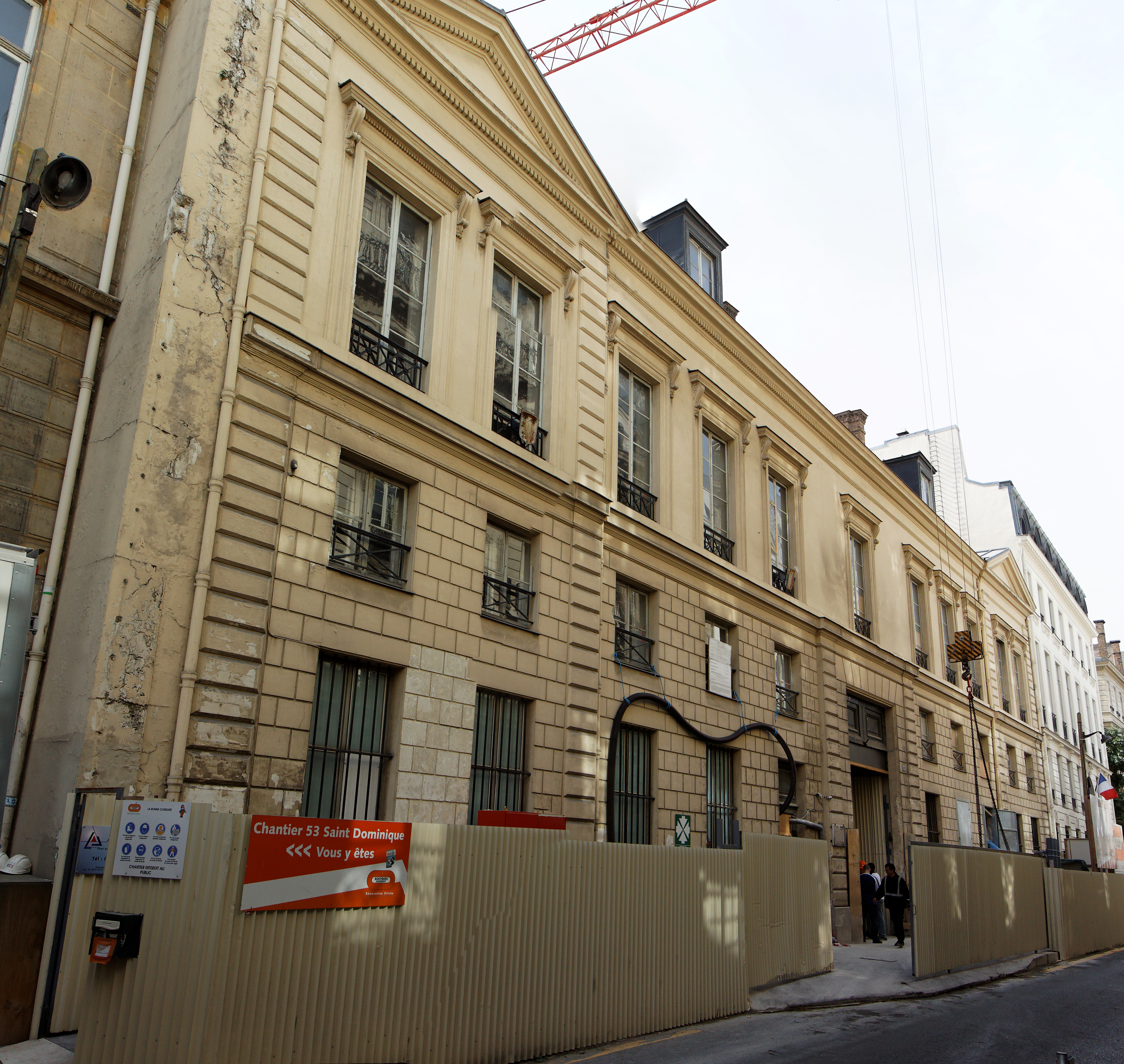
Hôtel Kinsky de Paris

Les princes Kinský possèdent le château de Karlova Koruna et de château de Nový zámek à Kostelec nad Orlicí (restitué à la famille en 1991).
Jusque récemment, ils étaient propriétaires du palais Kinský de Vienne. 
Quant au palais Kinský de Prague, qui se trouve sur la  place de la Vieille-Ville, il fait l'objet d'un procès en restitution entre les princes Kinský et l'État tchèque. A Paris, une princesse Kinský est à l'origine d'un hôtel particulier, l'hôtel Kinsky.

## Passion
Les princes Kinsky ont été de grand amateurs de courses de chevaux et les haras de la famille donnèrent naissance aux chevaux Kinsky qui furent longtemps la référence par excellence sur les champs de course.

## Membres notables
- François-Joseph Kinsky (1739-1805), militaire au service de la Monarchie des Habsbourg ;
- Franziska Kinsky von Wchinitz und Tettau (1813-1881), épouse du prince Aloïs II de Liechtenstein ;
- Bertha Kinský von Wchinitz und Tettau (1843-1914), est lauréate, en 1905, du prix Nobel de la paix ;
- Marie Kinský von Wchinitz und Tettau (1940-2021), épouse du prince Hans-Adam II de Liechtenstein.

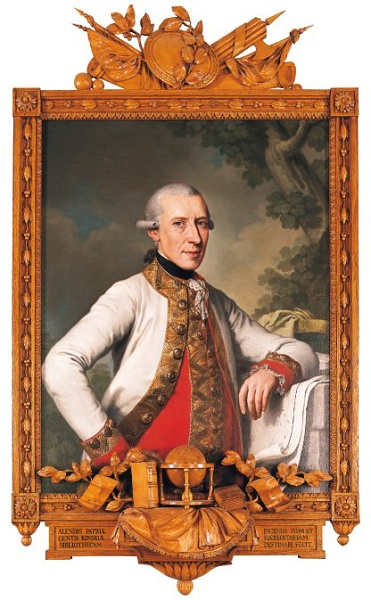
François-Joseph Kinsky (1739-1805)
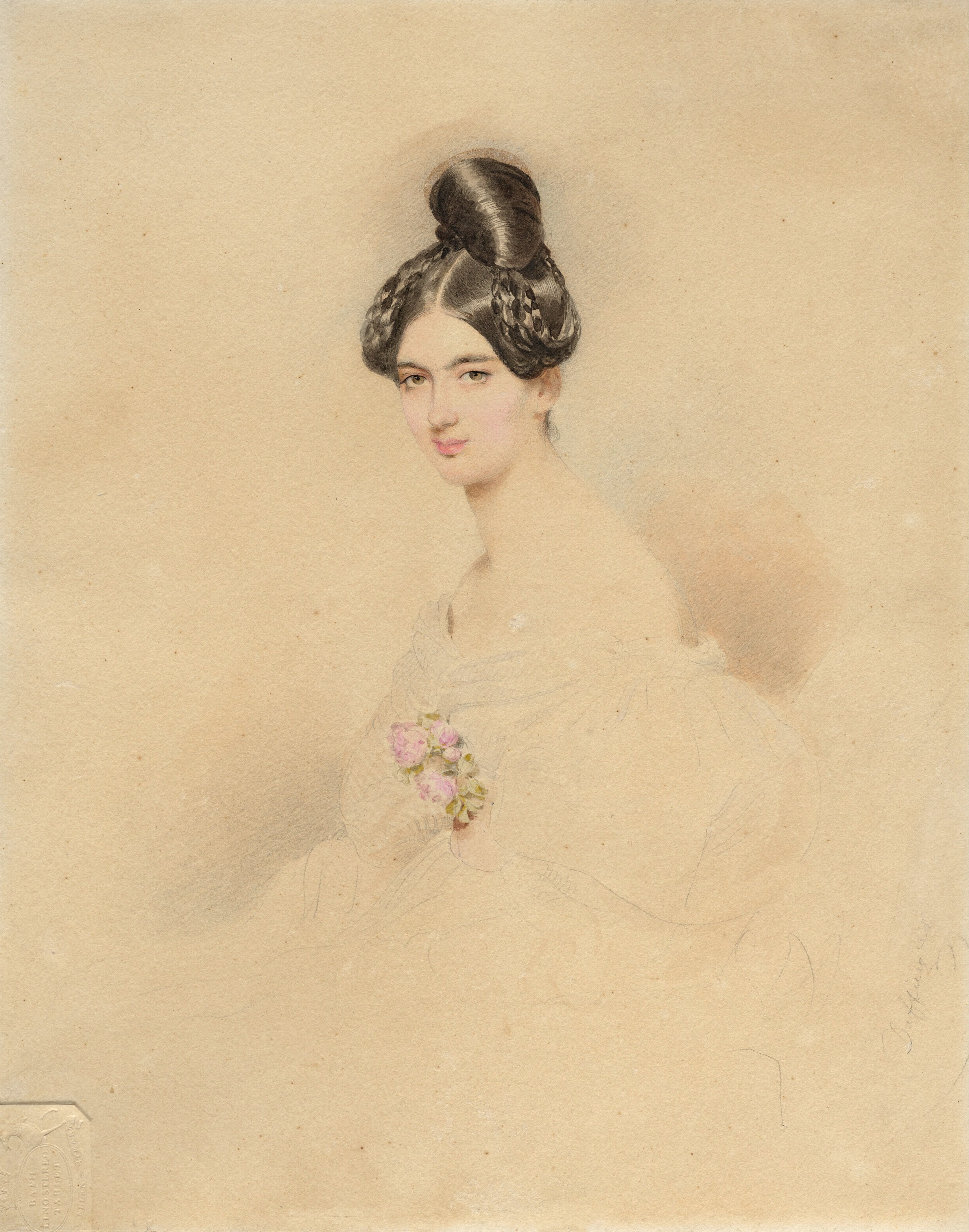
Franziska Kinsky von Wchinitz und Tettau (1813-1881)
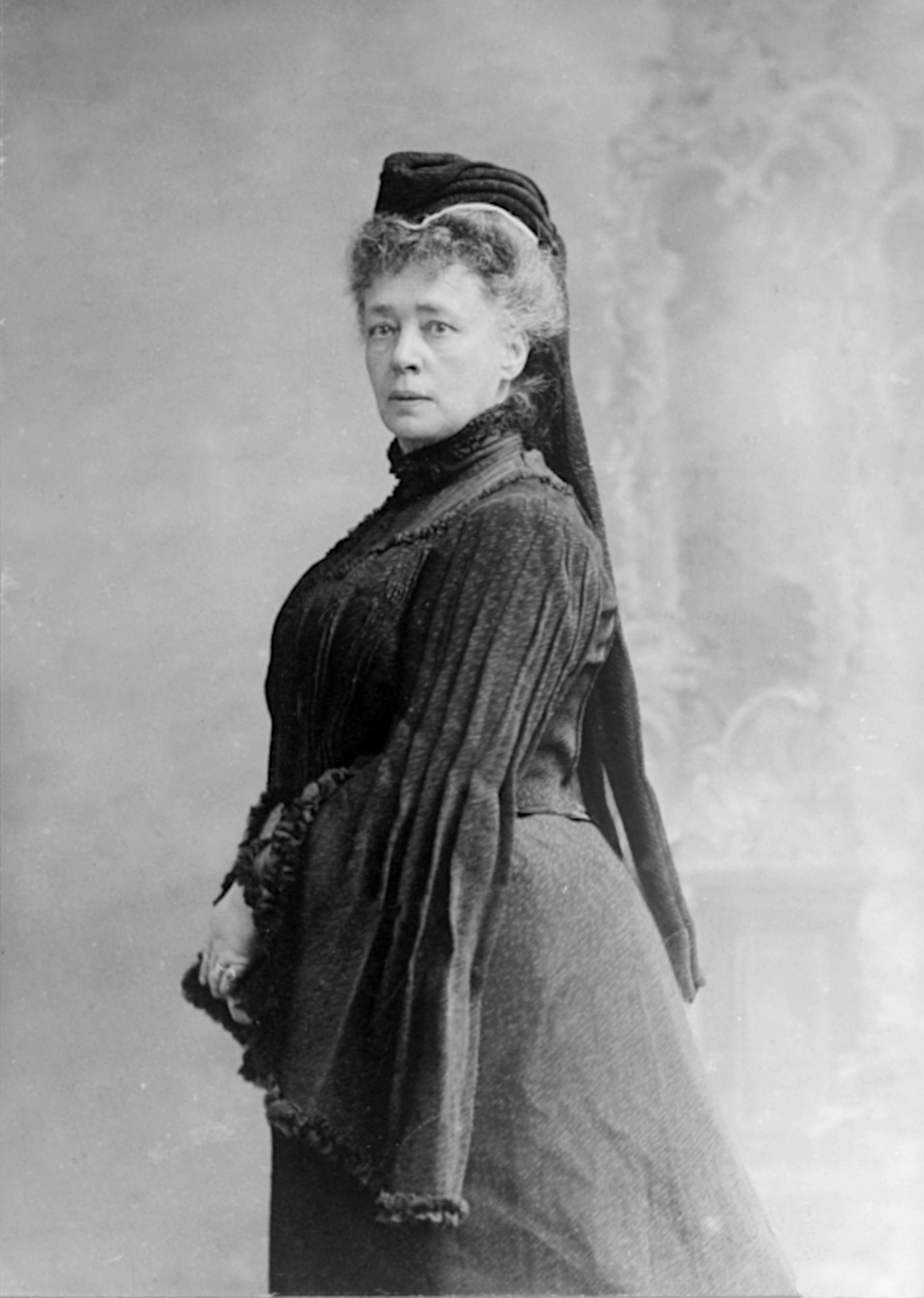
Bertha Kinský von Wchinitz und Tettau (1843-1914)
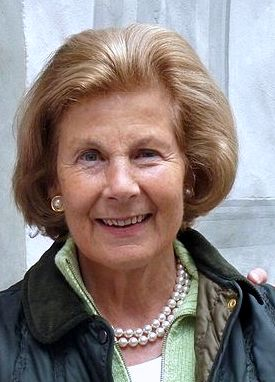
Marie Kinský von Wchinitz und Tettau (1940-2021)

### Descendantes en lignée féminine
- Sophie  Chotek de Chotkowa et Wognin (1868-1914), fille de Wilhelmine Kinsky von Wchinitz und Tettau
- Maria Draskovich von Trakostján (1904-1969), petite-fille de Franziska Kinsky von Wchinitz und Tettau
- Georgina von Wilczek (1921-1989), fille de Norbertine Kinsky von Wchinitz und Tettau

## Armoiries
Les armoiries de la famille Kinský ont pour définition héraldique : "De gueules, à trois dents de loup d'argent, mouvant du flanc senestre, courbées vers la pointe de l'écu". La branche Kinsky de Chinitz se différencie avec un manteau de gueules, frangé d'or et doublé d'hermine. Enfin, la branche Kinsky de Tettau utilise un casque couronné.

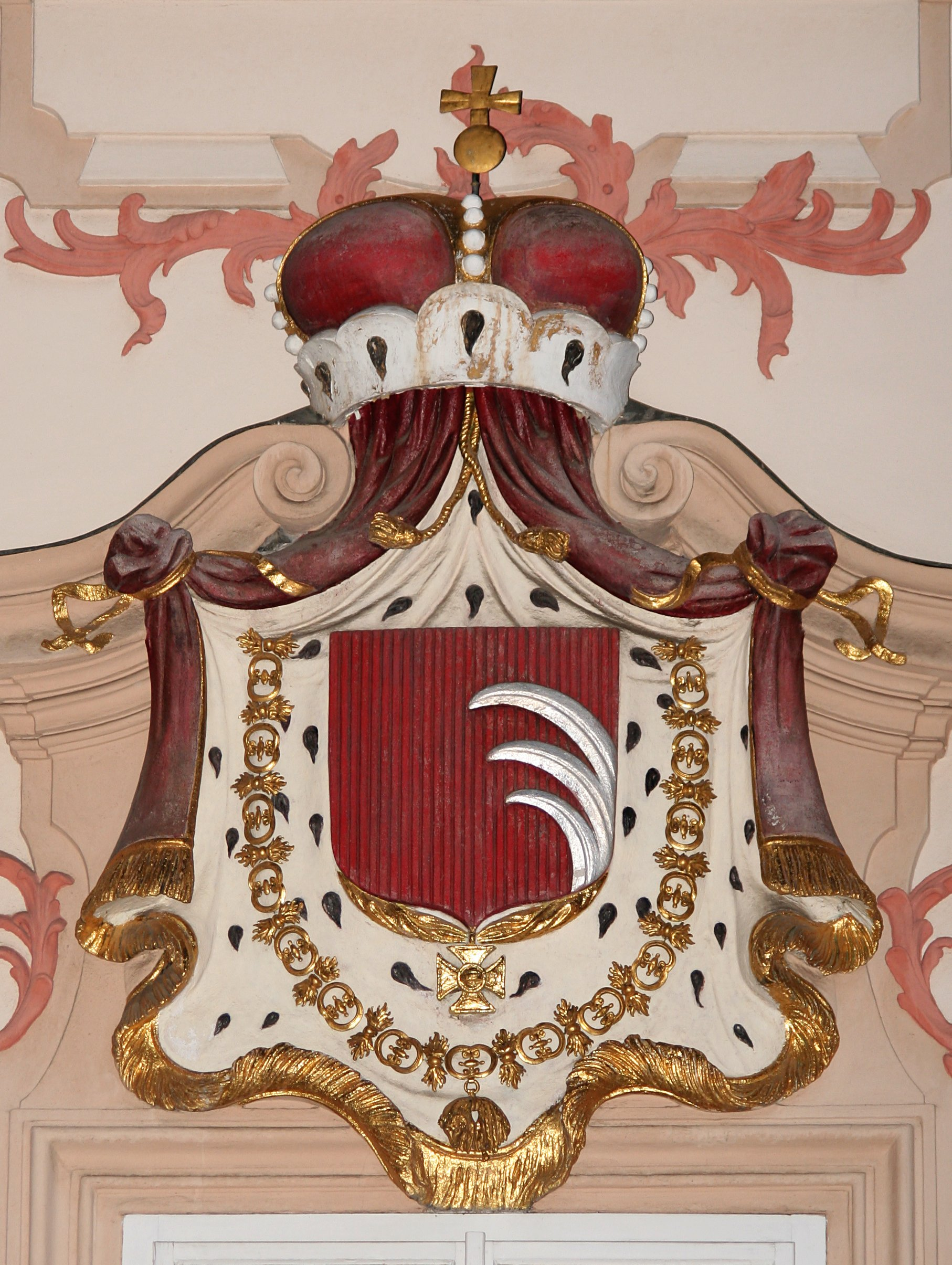
Armes des Kinsky sur la façade du Palais Kinsky de Prague.